# مصطفى عبد الرؤوف زيكو
مصطفى عبد الرؤوف زيكو (مواليد 27 أبريل 1997) هو لاعب كرة قدم مصري يلعب في مركز خط الوسط في نادي حرس الحدود. منوفي الجنسية

## مشواره
بدأ مصطفى زيكو مسيرته مع قطاع الناشئين بنادي جمهورية شبين وتدرج في الفئات السنية حتى التحق بالفريق الأول وفي صيف 2020 انتقل لصفوف نادي حرس الحدود تتضمن الصفقة تتضمن حصول نادي شبين على 25% كنسبة إعادة للبيع، ساهم في صعود فريق حرس الحدود للدوري الممتاز في موسم 2022. وفي نوفمبر 2022 ضمه روي فيتوريا لقائمة معسكر منتخب مصر.